# علی کامدالی
علی کامدالی (انگلیسی: Ali Çamdalı؛ زادهٔ ۲۲ فوریهٔ ۱۹۸۴) بازیکن فوتبال اهل ترکیه است.
از باشگاه‌هایی که در آن بازی کرده‌است می‌توان به باشگاه فوتبال قیصریه‌اسپور، باشگاه ورزشی کایسری ارجیسپور، باشگاه فوتبال قونیه‌اسپور، باشگاه ورزشی کوکائلی اسپور، و باشگاه فوتبال اردواسپور اشاره کرد.